# Ariel Durant

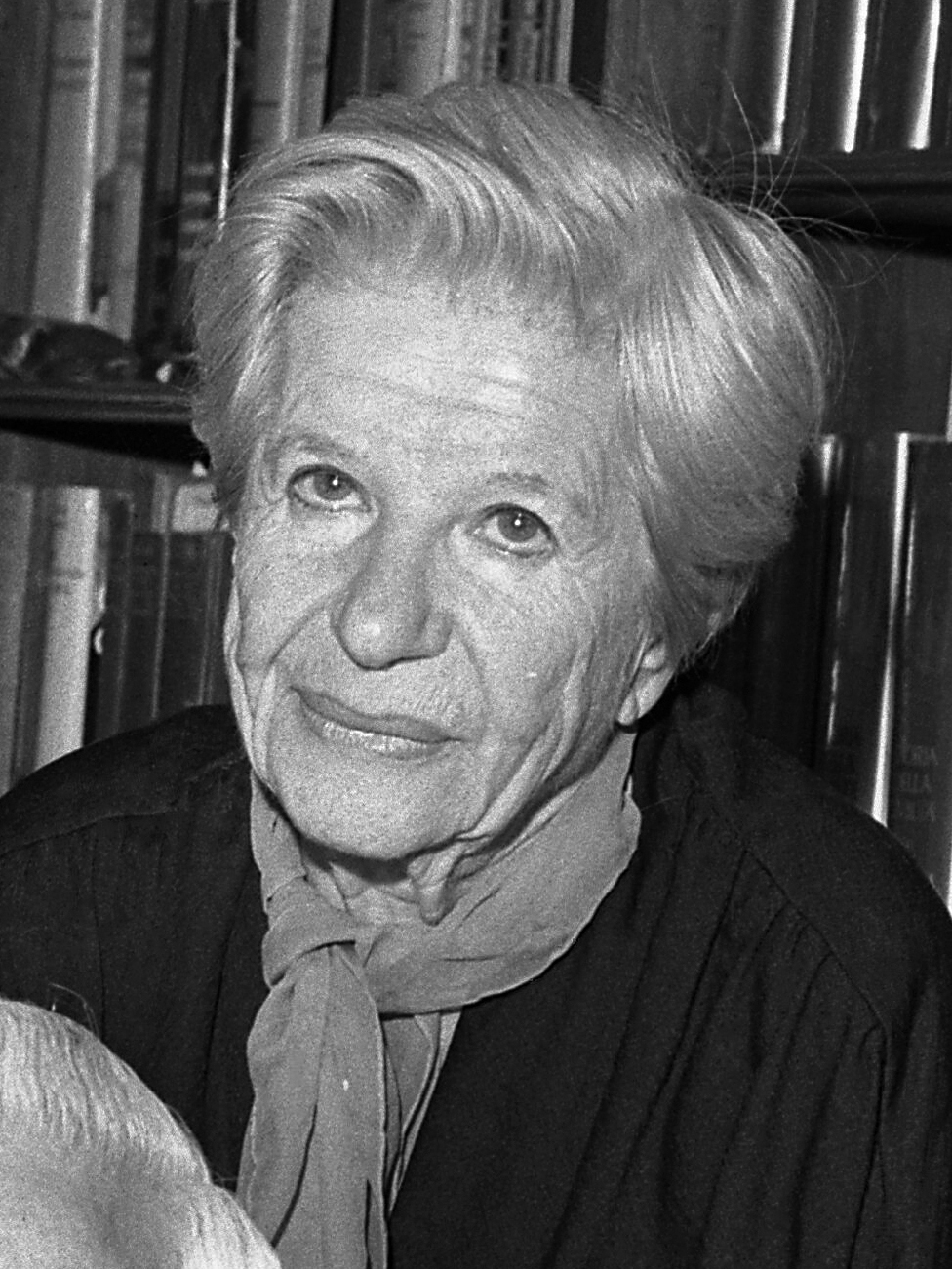
Ariel Durant (1967)

Ariel Durant (gebürtig Chaya Kaufman; * 10. Mai 1898 in Proskurow, Russisches Kaiserreich, heute Ukraine; † 25. Oktober 1981 in Los Angeles, Kalifornien) war eine US-amerikanische Schriftstellerin.

## Leben
Im Russischen Kaiserreich als Tochter von Joseph und Ethel Appel Kaufman geboren, zog sie mit ihrer Mutter 1901 in die USA. Ihren Mann Will lernte sie als Schülerin an der Ferrer Modern School in New York City kennen; sie heirateten 1913, und er gab seinen Lehrerberuf auf, um sich ganz der Schriftstellerei zu widmen. Mit ihm zusammen schrieb sie The Story of Civilization. Für den zehnten Band dieser umfangreichen Kulturgeschichte erhielten sie 1968 den Pulitzer-Preis in der Kategorie Sachbuch.

## Werke

### Bücher (zus. mit ihrem Mann)
- The Story of Civilization, 11 vol., Simon and Schuster, New York 1935–75
  - dt. Erstausgabe: Die Geschichte der Zivilisation bzw. (ab 1956) Kulturgeschichte der Menschheit, 10 Bände, Francke, Bern/München 1946–69
    - erste komplette Ausgabe: Kulturgeschichte der Menschheit, 18 Bände, Südwest, München 1978
- The Lessons of History, Simon and Schuster, New York 1968
  - dt. Die Lehren der Geschichte, Francke, Bern/München 1969
- A Dual Autobiography, Simon and Schuster, New York 1977, ISBN 0-671-23078-6

### Filme (zus. mit ihrem Mann)
- Journey, Robert Cohn Productions, 1973
- A Visit with Will and Ariel Durant, Northern River Productions, 2003